# Lafe, Arkansas
Lafe là một thị trấn thuộc quận Greene, tiểu bang Arkansas, Hoa Kỳ. Năm 2010, dân số của thị trấn này là 458 người.

## Dân số
- Dân số năm 2000: 385 người.
- Dân số năm 2010: 458 người.